# Labotsibeni Mdluli
Labotsibeni Mdluli, född 1859, död 1925, var en drottning av Swaziland, regent under sin sonson Sobhuza II:s minderårighet 1899-1921.
Hon blev 1874 en av kung Mbandzenis hustrur, och mor till hans tronarvinge, den senare Ngwane V. När hennes son besteg tronen 1895 blev hon drottningmoder, i Swaziland kallat Ndlovukati. Enligt sedvanan var en kungamoder de facto medregent. När hennes son avled 1899, efterträddes han av sin son Sobhuza II, som var spädbarn. Labotsibeni Mdluli blev då sin sonsons regent fram till hans myndighetsdag år 1921. 